# Lucy Lethbridge
Lucy Lethbridge (geboren 1963 in Hammersmith) ist eine britische Schriftstellerin.

## Leben
Lethbridge schreibt vornehmlich Sachbücher für ein jugendliches Publikum, sie war Co-Autorin für einige Titel der Geschichtsbuchserie für Kinder Who was... im Verlag Short Books. Ihre Biografie über das mathematische Genie Ada Lovelace gewann 2002 einen Blue Peter Book Award. Sie war Leiterin des Literaturressorts im Catholic Herald. Sie schreibt Feuilletonbeiträge für The Observer, The Sunday Telegraph, The Independent und The Times Literary Supplement. Lethbridge wurde 2013 in führenden englischen Zeitungen für ihre sozialgeschichtliche Studie über die Dienstboten gelobt.
Lethbridge  lebt in London.

## Werke (Auswahl)
- Spit & polish : old-fashioned ways to banish dirt, dust and decay. London: Bloomsbury, 2016
- Mind your manors : tried-and-true British household cleaning tips. New York: W.W. Norton & Company, 2016
- Henry Smith : his life & legacy. London: The Henry Smith Charity[2]
- Servants – A Downstairs View of Twentieth-century Britain. London: Bloomsbury, 2013, ISBN 978-1-4088-3407-7
- Usborne true stories of pirates. Jugendbuch. London: Usborne, 2007
- mit Robin Lawrie: Napoleon. Jugendbuch. London: Usborne, 2005
- Who was St Francis of Assisi : the patron saint of animals. London: Short, 2005
- Annie Oakley : sharpshooter of the Wild West. London: Short Books, 2004
- Florence Nightingale. London: Usborne, 2004
- Ada Lovelace : the computer wizard of Victorian England. Jugendbuch. London: Short, 2004
- mit Selina O’Grady: A deep but dazzling darkness : an anthology of personal experiences of God. London: Darton Longman & Todd, 2002